# Magelona pacifica
Magelona pacifica är en ringmaskart som beskrevs av Monro 1933. Magelona pacifica ingår i släktet Magelona och familjen Magelonidae. Inga underarter finns listade i Catalogue of Life.